# NGC 3300
NGC 3300 é uma galáxia lenticular (SB0) localizada na direcção da constelação de Leo. Possui uma declinação de +14° 10' 16" e uma ascensão recta de 10 horas, 36 minutos e 38,5 segundos.
A galáxia NGC 3300 foi descoberta em 19 de Março de 1784 por William Herschel.